# Кубок Чехії з футболу 2020—2021
Кубок Чехії з футболу 2020–2021 — 28-й розіграш кубкового футбольного турніру в Чехії. Титул вшосте здобула Славія (Прага).

## Календар
| Раунд        | Дата                             | Матчі | Клуби    |
| ------------ | -------------------------------- | ----- | -------- |
| Перший раунд | 11 серпня - 2 вересня 2020       | 43    | 102 → 59 |
| Другий раунд | 13-23 вересня 2020               | 27    | 59 → 32  |
| 1/16 фіналу  | 30 вересня 2020 - 23 лютого 2021 | 16    | 32 → 16  |
| 1/8 фіналу   | 2-27 березня 2021                | 8     | 16 → 8   |
| 1/4 фіналу   | 7-28 квітня 2021                 | 4     | 8 → 4    |
| 1/2 фіналу   | 28 квітня - 5 травня 2021        | 2     | 4 → 2    |
| Фінал        | 20 травня 2021                   | 1     | 2 → 1    |

## 1/16 фіналу
| Команда 1                   | Рахунок      | Команда 2                  |
| --------------------------- | ------------ | -------------------------- |
| 30 вересня 2020             |              |                            |
| Спарта (Прага)              | 2:0          | Бланско (2)                |
| Хлумец-над-Цидлиноу (3)     | 1:3          | Тепліце                    |
| Карвіна                     | 1:3          | Сельє і Белло (Влашим) (2) |
| Таборско (2)                | 0:3          | Богеміанс 1905             |
| 6 жовтня 2020               |              |                            |
| Словацко                    | 6:0          | Простейов (2)              |
| 7 жовтня 2020               |              |                            |
| Їскра (Усті-над-Орліці) (3) | 0:3          | Динамо (Чеські Будейовиці) |
| Збройовка                   | 1:0          | Височина (Їглава) (2)      |
| 8 жовтня 2020               |              |                            |
| Хрудім (2)                  | 1:1 пен. 6:7 | Млада Болеслав             |
| 9 жовтня 2020               |              |                            |
| Градець-Кралове (2)         | 2:1 дч       | Пржибрам                   |
| 19 січня 2021               |              |                            |
| Славія (Прага)              | 4:1          | Дукла (2)                  |
| 9 лютого 2021               |              |                            |
| Славія (Карлові Вари) (3)   | 3:0          | Опава                      |
| 10 лютого 2021              |              |                            |
| Сігма (Оломоуць)            | 3:1          | Їскра (Домажліце) (3)      |
| Вікторія (Пльзень)          | 7:0          | Пржеперже (3)              |
| Яблонець                    | 3:0          | Лішень (2)                 |
| 11 лютого 2021              |              |                            |
| Слован (Ліберець)           | 3:1 дч       | Вікторія Жижков (2)        |
| 23 лютого 2021              |              |                            |
| Банік (Острава)             | 2:0          | Тржинець (2)               |

## 1/8 фіналу
| Команда 1                  | Рахунок | Команда 2                  |
| -------------------------- | ------- | -------------------------- |
| 2 березня 2021             |         |                            |
| Вікторія (Пльзень)         | 3:1     | Градець-Кралове (2)        |
| 3 березня 2021             |         |                            |
| Тепліце                    | 2:0     | Збройовка                  |
| Слован (Ліберець)          | 1:0     | Динамо (Чеські Будейовиці) |
| Славія (Прага)             | 10:3    | Славія (Карлові Вари) (3)  |
| 9 березня 2021             |         |                            |
| Богеміанс 1905             | 0:2     | Сігма (Оломоуць)           |
| 17 березня 2021            |         |                            |
| Спарта (Прага)             | 1:0     | Банік (Острава)            |
| 26 березня 2021            |         |                            |
| Млада Болеслав             | 4:2 дч  | Словацко                   |
| 27 березня 2021            |         |                            |
| Сельє і Белло (Влашим) (2) | 2:3     | Яблонець                   |

## 1/4 фіналу
| Команда 1          | Рахунок | Команда 2         |
| ------------------ | ------- | ----------------- |
| 7 квітня 2021      |         |                   |
| Вікторія (Пльзень) | 1:0     | Слован (Ліберець) |
| Тепліце            | 2:1     | Млада Болеслав    |
| Спарта (Прага)     | 4:1     | Яблонець          |
| 28 квітня 2021     |         |                   |
| Сігма (Оломоуць)   | 0:3     | Славія (Прага)    |

## 1/2 фіналу
| Команда 1          | Рахунок | Команда 2      |
| ------------------ | ------- | -------------- |
| 28 квітня 2021     |         |                |
| Вікторія (Пльзень) | 1:0     | Тепліце        |
| 5 травня 2021      |         |                |
| Спарта (Прага)     | 0:3     | Славія (Прага) |

## Фінал
| 20 травня 2021 18:00 (EEST) |

| Вікторія (Пльзень) | 0:1      | Славія (Прага) |
| ------------------ | -------- | -------------- |
|                    | Протокол | Сіма 73'       |

| Дусан Арена, Плзень Глядачів: 1 170 Арбітр: Карел Грубес |